# Király Gábor (labdarúgó)
Király Gábor Ferenc (Szombathely, 1976. április 1. –) a Haladás VSE saját nevelésű játékosa, korábban a magyar válogatott labdarúgókapusa volt. 108 alkalommal szerepelt a válogatottban, ezzel Dzsudzsák Balázs mögött a második a nemzeti csapat történetében. 2002-ben létrehozta Szombathelyen a Király Sportlétesítményt, mely európai színvonalon kínál sportolási lehetőséget. 2006-ban alapította többedmagával a Király Szabadidősport Egyesületet, és 2013-ban nyitotta meg a Király Gábor Nemzetközi Kapusiskolát. 2014-ben sikeres „A” licences edzői vizsgát tett. 2019-ben visszavonult. Apja Király Ferenc, szintén labdarúgó, a Haladás középpályása volt.

## Pályafutása

### A Haladásban
Szülei egyedüli gyermeke. Édesapja, Király Ferenc a Haladás VSE labdarúgója volt, így 1982-től természetesen ő is a Haladás VSE-ben kezdett futballozni. Már óvodás korában focizott és az általános iskolát a Bolyai János Gyakorló iskolában végezte. A labdarúgás mellett iskolai szinten kézilabdázott és magasugrásban is jeleskedett. 
1985-ben a Haladás csarnokban megrendezett Nagy László teremtornán a verseny legjobb kapusa lett. 1988-ban beválogatták a Magyar Labdarúgó Válogatott U12-es csapatába. A Herman Ottó Mezőgazdasági Szakközép- és Szakmunkásképző Iskolában folytatta tanulmányait és itt végzett, mint dísznövénykertész. 1993-ban részt vett a Haladás VSE-nél a nyári alapozásban, ahol Török Péter három edzőmérkőzésre lehetőséget biztosított Királynak a felnőtt csapatban. Még ez évben november 1-jén aláírta első profi labdarúgó szerződését a csapattal.
1994-ben sorkatonai szolgálatot teljesített a szombathelyi Határőrségnél határvadászként. 1995 és 1997 között a Haladás labdarúgója volt, és részese a csapat sikerének, hogy megnyerték az NB II-t.

### A Hertha BSC-ben
Király Gábor 1997-ben lett a német Hertha BSC játékosa, 100.000 eurónak megfelelő összegért. Bár kezdetben második számú kapusnak számított Christian Fiedler mögött, hét nyeretlen mérkőzés után ő került a kapuba. 1997. szeptember 28-án a Köln ellen a berlini Olimpiai stadionban debütált, s csapata megszerezte első győzelmét. Ezután Király megragadt a csapatban, s két évig vele kezdődött a Hertha összeállítása, míg 2000 februárjában meg nem sérült, ami miatt hét mérkőzést kihagyott.
Király második szezonja kiválóan sikerült, 1999-ben harmadik lett a csapat, így az 1999/2000-es Bajnokok Ligájában is védhetett 10 mérkőzésen. Legemlékezetesebb mérkőzése az AC Milan elleni csoportmérkőzés volt, ahol nagyszerű védéseinek köszönhetően a BL-újonc Hertha 1-1-et ért el a San Siroban. A Gazetta a mérkőzés legjobbjának választotta, míg a Bayern akkori alelnöke, Karl-Heinz Rummenigge a TM3 csatorna élő adásában a következőt mondta Gáborról: „Király a gólvonalon jobb, mint Oliver Kahn. A kifutásoknál pedig már most Európa legjobbja.” 2001 januárjában az Arsenal szemelte ki magának Királyt, de a Hertha 7,5 millió euróért engedte volna csak el. Az Arsenal utolsó ajánlata 5 millió euró volt, de a Hertha nem élt a lehetőséggel. Ezen kívül voltak csapatok, akik meg akarták szerezni Gábort (AC Milan, Fiorentina, Real Madrid, Chelsea FC), de a Hertha nem adta kapusát.
Ennek ellenére a 2003/2004-es szezon tavaszi idényére a hat évig cserekapus Fiedlert nevezte első kapusnak Meyer edző, ráadásul Király az év végén a válogatott edzésén megsérült. Az szezon végén a Hertha anyagi okokból nem élt kétéves opciójával, de mindenképpen szeretett volna szerződést kötni a kapussal. Király így kihasználta a lehetőséget arra, hogy tovább igazoljon Angliába. Az itt eltöltött hét év után távozott Berlinből. A Hertha vezetői szép gesztusként az utolsó mérkőzésen 13 percre becserélték a Köln ellen, amely ellen első mérkőzését is védte. A szurkolók nagy transzparenssel köszöntötték a pályára lépő Királyt, melyen magyarul a következő felirat állt: „Hét évig Királyunk voltál, Köszönjük Gábor!”

### A Crystal Palace-ban
2004-ben – Ian Dowie javaslatára – próbajáték nélkül igazolta le az angol élvonalba feljutó Crystal Palace. Király Londonban is cserekapusként kezdett az argentin Julien Speroni mögött. A Ligakupában a Hartlepool United ellen mutatkozott be a Crystalban, s mivel Speroni a Premier League mérkőzéseken elég bizonytalan volt, Király a kezdőbe került. Az elkövetkező időszakban nem is termett sok babér Speroni számára, az idény végéig 32-szer a magyar portás állt a kapuban. Az egész szezonban csapata legbiztosabb pontja volt. Év végén a kapusok ranglistáján a második helyen végzett Petr Cech mögött, aki a bajnok Chelsea FC kapusa volt. Ennek ellenére a szezon végén csapata kiesett az első osztályból, de volt rá esély, hogy Gábor mégis maradhat az élvonalban.
Az év végén ugyanis szóba hozták az Arsenallal, de maradt Dowie csapatában. Továbbra is első számú kapusnak számított, 43 bajnoki mérkőzésen jutott szóhoz. Csapatának viszont nem jött össze a feljutás, ezért menesztették Ian Dowiet, s helyére Peter Taylor érkezett. Taylor első igazolása egy kapus volt, Scott Flinders, de Király maradt az első számú a kapus az első 14 fordulóban. Ezután azonban Taylor indoklás nélkül kitette a kezdőből, s Flinders kezdett. Ezek után 2006-ban szezon közben kölcsönadták Gábort az élvonalbeli West Ham Unitednek. November közepétől december elejéig Király nem lépett pályára bajnokin. Épp hogy visszatért a Palace-hoz, újra kölcsönadták az Aston Villának. A birminghami egyletnél kezdő kapus volt. Egy hónap után visszatért Taylorékhoz, s ekkor újra első számú kapusként szerepelt, mígnem az utolsó három bajnokin Speroni került be a kezdőbe, Királlyal pedig közölték, nem hosszabbítanak vele.

### A Burnley-ben
2007 nyara a csapatkereséssel telt. A hírek szerint az olasz Livorno szerződtette volna a távozó Marco Amelia helyére, de végül az olasz kapus maradt, így tárgytalan lett az átigazolás. Mivel a Premier Leagueből nem hívták, a másodosztályból feljutni kívánó Burnley-hez igazolt. Itt szintén első számú kapus volt, de a csapatnak nem úgy ment, ahogy szerették volna, így messze volt a feljutástól.

### A Bayer Leverkusenben
2009. január 30-án féléves szerződést írt alá a Bayer Leverkusennel, mivel a csapat második számú kapusa, Benedikt Fernandez térdműtétje miatt hosszabb kihagyásra kényszerült.

### 1860 München

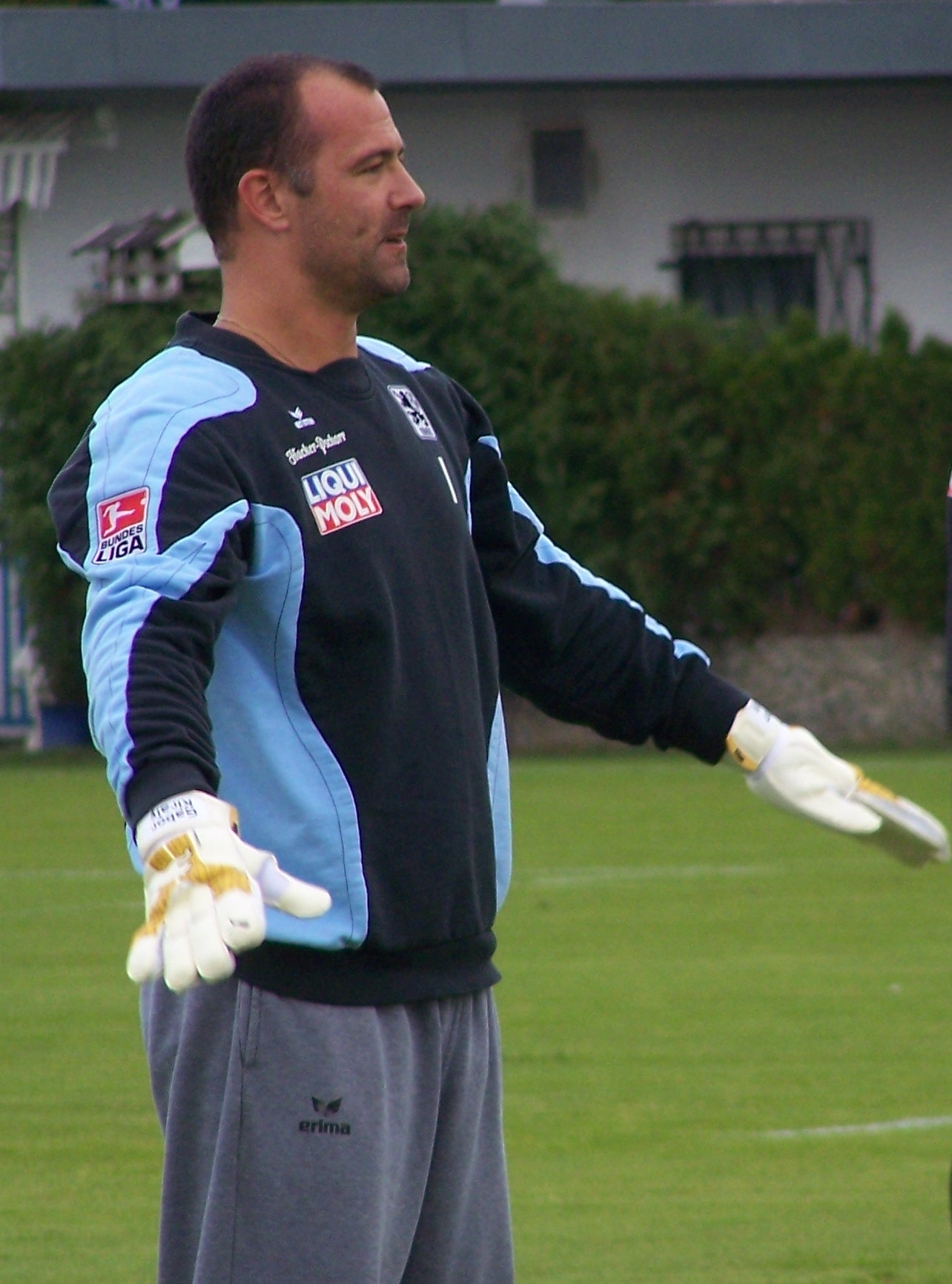
Az 1860 München edzésén 2009-ben

2009. június 3-án hároméves szerződést kötött a német másodosztályú TSV 1860 München csapatával. Itt végül öt évet töltött, és bár a feljutást a német Bundesligába nem sikerült kivívni, Gábor első számú kapussá vált, és az itt töltött évek alatt 168 bajnoki mérkőzésen őrizte a kisebbik müncheni klub hálóját.

### Fulham
2014. augusztus 28-án a londoni Fulham FC csapatához szerződött. Az angol csapatban összesen négy mérkőzésen szerepelt.

### Újra a Haladásban
2015-ben tizennyolc évet követően visszatért a Haladáshoz. A szombathelyi klubban a négy évben ő volt az első számú kapus, bár Rózsa Dániellel meg kellett küzdenie a kezdőpozícióért. Visszavonulását 2019-ben jelentette be.

### A válogatottban
1998-tól szerepelt a magyar válogatottban. Debütáló meccsén az osztrákok ellen megfogta Toni Polster büntetőjét, a mieink pedig 3-2-es győzelmet arattak. Bicskeinél, Gelleinél, Matthäusnál és Bozsiknál is alapember volt, viselte a válogatott kapitányi szalagját is. Sok válogatott társával – Torghelle, Dárdai, Szabics – a 2006. október 11-ei máltai vereség óta nem volt tagja a válogatottnak, mivel Várhidi Péter nem számolt vele, egészen 2009. november 14-ig. Ekkor Erwin Koeman behívta a keretbe, így újra játszott a válogatottban a belga labdarúgó-válogatott elleni 3-0-s vereség alkalmával. Kiemelkedő játékra képes, és a csapat motorjaként sarkallja a többieket a jó eredmény elérésére. Különösen jól védett a németek elleni győztes mérkőzésen, és az angolok elleni 1-3-on, amikor kivédte Frank Lampard 11-esét is. A 2016-os Európa-bajnokság selejtezőjében is legtöbbször ő állt a válogatott kapujában. A norvégok elleni két pótselejtező mérkőzésen elérte a 100. és a 101. válogatott mérkőzését. Ezzel – a válogatottság számát tekintve – beérte Bozsik Józsefet. 2016. május 20-án az Elefántcsontpart elleni Európa-bajnoki felkészülési mérkőzésen 102. alkalommal állt a válogatott kapujában, ezzel pedig egyedüli csúcstartó lett. Részt vett a 2016-os labdarúgó-Európa-bajnokságon. Az osztrák válogatott elleni első csoportmérkőzésen (2–0) megdöntötte az Eb-k történetének korrekordját, Lothar Matthäus csúcsát átadva a múltnak. A rekordot a 2024-es Eb-ig tartotta.
2016. augusztus 2-án a saját honlapján jelentette be, hogy lemondta a válogatottságot. Akkori magyar rekorderként karrierje során 108 alkalommal lépett pályára a nemzeti együttesben.

## Magánélete
Király Ferenc (korábbi labdarúgó) és Wagner Irma gyermekeként született. 1998-ban vette feleségül Zsanettet, akivel két gyermekük született; Viktória és Mátyás.

## Vállalkozásai
- 2003-ban hozta létre Szombathely-Újperinten saját sportkomplexumát. Negyvenötezer négyzetméteren korábban két nagyméretű füves futballpálya, három edzőpálya, két tenisz- és két kisméretű, salakos futballpálya volt található. 2025-ben már három nagyméretű labdarúgópálya található itt, ezek közül egy műfüves, illetve két műfüves és egy élőfüves edzőpálya ad lehetőséget a sportolásra.
- Saját sportegyesületét, a Király Szabadidő Sportegyesületet (Király SE) 2006 májusában hozta létre édesapjával, Király Ferenccel.[20] A klubnak tizenkét szakosztálya volt (többek között kerékpár, futás, kosárlabda, tenisz, női labdarúgás, utánpótlás labdarúgás, öregfiúk labdarúgás, triatlon, természetjárás, teke). A labdarúgócsapat a Vas megyei labdarúgó-bajnokság első osztályában szerepel.
- A Király Szabadidősport Egyesület időközben átalakult, Király Sportegyesület néven már csak a labdarúgással foglalkozik, Vas vármegye egyetlen Tehetségközpontjként. Király Gábor hoza létre a Király Gábor Nemzetközi Kapusiskolát, amelynek szakmai vezetője Hegedűs Péter, a Haladás legendás kapuvédője, Király Gábor egyik példaképe.[21]
- Negyvenedik születésnapja alkalmából piacra dobta saját márkás sporttermékeit K1rálysport néven, köztük az ikonikussá vált szürke mackónadrágot is.[22]

## Szürke mackónadrágja
Király Gáborral szinte összeforrt a szürke színű nadrág, amelyben védeni szokott. A viselet 1996-ra nyúlik vissza, amikor a megszokott fekete nadrágját a Haladásnál elfelejtették kimosni, így kénytelen volt egy másikat viselni, és történetesen nyertek. A következő meccsen is ezt viselte, amely az NB I.-be jutás miatt fontos volt, és mivel ezt is megnyerték, maradt ennél a nadrágnál, bár ritkán, de védett rövidnadrágban is. Az ikonikus nadrágot a 2016-os labdarúgó-Európa-bajnokság során kapcsolták nevéhez világszerte, amit piacra is dobott K1rálysport márkával. A klubjával kötött szerződés szerint ezt a nadrágot viselheti akkor is, ha a többi játékos a klubot támogató sportszergyár termékét kell, hogy viselje.

## Sikerei, díjai

### Klub elismerések
- Szombathelyi Haladás:
  - Magyar másodosztály-bajnoka: 1995
- Hertha BSC Berlin:
  - Bundesliga-bronzérmes: 1999
  - Ligakupa-győztes: 2001, 2002
  - Ligakupa-döntős: 2000
  - Bajnokok Ligája-második csoportkör: 1999–2000
  - UEFA-kupa-nyolcaddöntős: 2002-2003
- Burnley FC:
  - Angol másodosztály (Championship)-bronzérmes: 2009
- Bayer Leverkusen:
  - Német kupa (DFB)-döntős: 2009

### Válogatottal
- Magyarország:
  - Európa-bajnokság-nyolcaddöntő : 2016

### Egyéni elismerések
- Az év magyar labdarúgója: 1998, 2015,[26] 2016[27]
- Magyar Aranylabda: 1998, 1999, 2000, 2001, 2015
- Legjobb Bundesliga kapus: 1998
- A Premier League legjobb kapusa második helyezett: 2005
- Az évtized legjobb magyar kapusa: 2010
- Az évtized legjobb magyar játékosa harmadik hely: 2010
- Bekerült a Hertha BSC Berlin "Az évszázad csapata" keretébe
- A 2016-os Eb-pótselejtező legjobb játékosa[28]
- Szombathely díszpolgára (2016)[29]
- Lóránt Gyula-díj (2015)[30]

## Statisztika

### Válogatottban
| Magyarország | Magyarország | Magyarország |
| Év           | Mérk.        | Gólok        |
| ------------ | ------------ | ------------ |
| 1998         | 6            | 0            |
| 1999         | 9            | 0            |
| 2000         | 7            | 0            |
| 2001         | 8            | 0            |
| 2002         | 9            | 0            |
| 2003         | 8            | 0            |
| 2004         | 6            | 0            |
| 2005         | 10           | 0            |
| 2006         | 7            | 0            |
| 2007         | –            | –            |
| 2008         | –            | –            |
| 2009         | 1            | 0            |
| 2010         | 7            | 0            |
| 2011         | 7            | 0            |
| 2012         | 2            | 0            |
| 2013         | 3            | 0            |
| 2014         | 2            | 0            |
| 2015         | 9            | 0            |
| 2016         | 7            | 0            |
| Összesen     | 108          | 0            |

### Mérkőzései a válogatottban
| Magyarország | Magyarország         | Magyarország                              | Magyarország        | Magyarország | Magyarország        | Magyarország    | Magyarország | Magyarország |
| #            | Dátum                | Helyszín                                  | Hazai               | Eredmény     | Vendég              | Kiírás          | Gólok        | Esemény      |
| ------------ | -------------------- | ----------------------------------------- | ------------------- | ------------ | ------------------- | --------------- | ------------ | ------------ |
| 1.           | 1998. március 25.    | Bécs, Ernst Happel Stadion                | Ausztria            | 2 – 3        | Magyarország        | barátságos      | -            |              |
| 2.           | 1998. augusztus 19.  | Zalaegerszeg, ZTE Stadion                 | Magyarország        | 2 – 1        | Szlovénia           | barátságos      | -            |              |
| 3.           | 1998. szeptember 6.  | Budapest, Népstadion                      | Magyarország        | 1 – 3        | Portugália          | Eb-selejtező    | -            |              |
| 4.           | 1998. október 10.    | Bakı, Tofik Bahramov Stadion              | Azerbajdzsán        | 0 – 4        | Magyarország        | Eb-selejtező    | -            |              |
| 5.           | 1998. október 14.    | Budapest, Népstadion                      | Magyarország        | 1 – 1        | Románia             | Eb-selejtező    | -            |              |
| 6.           | 1998. november 18.   | Budapest, Üllői úti Stadion               | Magyarország        | 2 – 0        | Svájc               | barátságos      | -            | 3'           |
| 7.           | 1999. március 10.    | Budapest, Üllői úti Stadion               | Magyarország        | 1 – 1        | Bosznia-Hercegovina | barátságos      | -            |              |
| 8.           | 1999. március 27.    | Budapest, Üllői úti Stadion               | Magyarország        | 5 – 0        | Liechtenstein       | Eb-selejtező    | -            |              |
| 9.           | 1999. március 31.    | Pozsony, Tekelné Pole Stadion             | Szlovákia           | 0 – 0        | Magyarország        | Eb-selejtező    | -            |              |
| 10.          | 1999. április 28.    | Budapest, Népstadion                      | Magyarország        | 1 – 1        | Anglia              | barátságos      | -            |              |
| 11.          | 1999. június 5.      | Bukarest, Steaua Stadion                  | Románia             | 2 – 0        | Magyarország        | Eb-selejtező    | -            |              |
| 12.          | 1999. június 9.      | Győr, Rába ETO Stadion                    | Magyarország        | 0 – 1        | Szlovákia           | Eb-selejtező    | -            |              |
| 13.          | 1999. szeptember 4.  | Vaduz, Rheinpark Stadion                  | Liechtenstein       | 0 – 0        | Magyarország        | Eb-selejtező    | -            |              |
| 14.          | 1999. szeptember 8.  | Budapest, Üllői úti Stadion               | Magyarország        | 3 – 0        | Azerbajdzsán        | Eb-selejtező    | -            |              |
| 15.          | 1999. október 9.     | Lisszabon, Estádio da Luz                 | Portugália          | 3 – 0        | Magyarország        | Eb-selejtező    | -            |              |
| 16.          | 2000. március 29.    | Debrecen, Oláh Gábor utcai stadion        | Magyarország        | 0 – 0        | Lengyelország       | barátságos      | -            |              |
| 17.          | 2000. április 26.    | Belfast, Windsor Park                     | Észak-Írország      | 0 – 1        | Magyarország        | barátságos      | -            |              |
| 18.          | 2000. május 31.      | Győr, Rába ETO Stadion                    | Magyarország        | 2 – 2        | Szaúd-Arábia        | barátságos      | -            |              |
| 19.          | 2000. június 3.      | Budapest, Fáy utcai Stadion               | Magyarország        | 2 – 1        | Izrael              | barátságos      | -            |              |
| 20.          | 2000. augusztus 16.  | Budapest, Népstadion                      | Magyarország        | 1 – 1        | Ausztria            | barátságos      | -            |              |
| 21.          | 2000. szeptember 3.  | Budapest, Népstadion                      | Magyarország        | 2 – 2        | Olaszország         | vb-selejtező    | -            |              |
| 22.          | 2000. október 11.    | Kaunas                                    | Litvánia            | 1 – 6        | Magyarország        | vb-selejtező    | -            |              |
| 23.          | 2001. március 24.    | Budapest, Népstadion                      | Magyarország        | 1 – 1        | Litvánia            | vb-selejtező    | -            |              |
| 24.          | 2001. április 25.    | Budapest, Üllői úti Stadion               | Magyarország        | 0 – 0        | Finnország          | barátságos      | -            | a szünetben  |
| 25.          | 2001. június 2.      | Bukarest                                  | Románia             | 2 – 0        | Magyarország        | vb-selejtező    | -            |              |
| 26.          | 2001. június 6.      | Budapest, Népstadion                      | Magyarország        | 4 – 1        | Grúzia              | vb-selejtező    | -            |              |
| 27.          | 2001. augusztus 15.  | Budapest, Népstadion                      | Magyarország        | 2 – 5        | Németország         | barátságos      | -            |              |
| 28.          | 2001. szeptember 1.  | Tbiliszi                                  | Grúzia              | 3 – 1        | Magyarország        | vb-selejtező    | -            |              |
| 29.          | 2001. szeptember 5.  | Budapest, Népstadion                      | Magyarország        | 0 – 2        | Románia             | vb-selejtező    | -            |              |
| 30.          | 2001. október 6.     | Parma                                     | Olaszország         | 1 – 0        | Magyarország        | vb-selejtező    | -            |              |
| 31.          | 2002. február 12.    | Lárnaka (CYP)                             | Magyarország        | 0 – 2        | Csehország          | barátságos      | -            |              |
| 32.          | 2002. március 27.    | Chișinău                                  | Moldova             | 0 – 2        | Magyarország        | barátságos      | -            | 82'          |
| 33.          | 2002. április 17.    | Debrecen                                  | Magyarország        | 2 – 5        | Fehéroroszország    | barátságos      | -            | a szünetben  |
| 34.          | 2002. május 8.       | Pécs                                      | Magyarország        | 0 – 2        | Horvátország        | barátságos      | -            | a szünetben  |
| 35.          | 2002. augusztus 21.  | Budapest, Puskás Ferenc Stadion           | Magyarország        | 1 – 1        | Spanyolország       | barátságos      | -            |              |
| 36.          | 2002. szeptember 7.  | Reykjavík                                 | Izland              | 0 – 2        | Magyarország        | barátságos      | -            |              |
| 37.          | 2002. október 12.    | Stockholm, Råsunda Stadion                | Svédország          | 1 – 1        | Magyarország        | Eb-selejtező    | -            |              |
| 38.          | 2002. október 16.    | Budapest, Megyeri úti Stadion             | Magyarország        | 3 – 0        | San Marino          | Eb-selejtező    | -            |              |
| 39.          | 2002. november 20.   | Budapest, Üllői úti Stadion               | Magyarország        | 1 – 1        | Moldova             | barátságos      | -            | a szünetben  |
| 40.          | 2003. február 12.    | Lárnaka (CYP)                             | Bulgária            | 1 – 0        | Magyarország        | barátságos      | -            |              |
| 41.          | 2003. március 29.    | Chorzów                                   | Lengyelország       | 0 – 0        | Magyarország        | Eb-selejtező    | -            |              |
| 42.          | 2003. április 2.     | Budapest, Puskás Ferenc Stadion           | Magyarország        | 1 – 2        | Svédország          | Eb-selejtező    | -            |              |
| 43.          | 2003. április 30.    | Budapest, Megyeri úti Stadion             | Magyarország        | 5 – 1        | Luxemburg           | barátságos      | -            | a szünetben  |
| 44.          | 2003. augusztus 20.  | Muraszombat                               | Szlovénia           | 2 – 1        | Magyarország        | barátságos      | -            | a szünetben  |
| 45.          | 2003. szeptember 10. | Riga, Skonto stadion                      | Lettország          | 3 – 1        | Magyarország        | Eb-selejtező    | -            |              |
| 46.          | 2003. október 11.    | Budapest, Puskás Ferenc Stadion           | Magyarország        | 1 – 2        | Lengyelország       | Eb-selejtező    | -            |              |
| 47.          | 2003. november 19.   | Budapest, Üllői úti Stadion               | Magyarország        | 0 – 1        | Észtország          | barátságos      | -            | a szünetben  |
| 48.          | 2004. június 6.      | Kaiserslautern, Fritz Walter Stadion      | Németország         | 0 – 2        | Magyarország        | barátságos      | -            |              |
| 49.          | 2004. augusztus 18.  | Glasgow, Hampden Park                     | Skócia              | 0 – 3        | Magyarország        | barátságos      | -            |              |
| 50.          | 2004. szeptember 4.  | Zágráb, Maksimir Stadion                  | Horvátország        | 3 – 0        | Magyarország        | barátságos      | -            |              |
| 51.          | 2004. szeptember 8.  | Budapest, Szusza Ferenc Stadion           | Magyarország        | 3 – 2        | Izland              | vb-selejtező    | -            |              |
| 52.          | 2004. október 9.     | Stockholm, Råsunda Stadion                | Svédország          | 3 – 0        | Magyarország        | vb-selejtező    | -            |              |
| 53.          | 2004. november 17.   | Ta’ Qali, Nemzeti Stadion                 | Málta               | 0 – 2        | Magyarország        | vb-selejtező    | -            |              |
| 54.          | 2005. február 9.     | Cardiff, Millenium-stadion                | Wales               | 2 – 0        | Magyarország        | barátságos      | -            |              |
| 55.          | 2005. március 30.    | Budapest, Szusza Ferenc Stadion           | Magyarország        | 1 – 1        | Bulgária            | vb-selejtező    | -            |              |
| 56.          | 2005. május 31.      | Metz, Stade Saint-Symphorien              | Franciaország       | 2 – 1        | Magyarország        | barátságos      | -            | a szünetben  |
| 57.          | 2005. június 4.      | Reykjavík, Laugardalsvöllur               | Izland              | 2 – 3        | Magyarország        | vb-selejtező    | -            | 92'          |
| 58.          | 2005. augusztus 17.  | Budapest, Puskás Ferenc Stadion           | Magyarország        | 1 – 2        | Argentína           | barátságos      | -            |              |
| 59.          | 2005. szeptember 3.  | Budapest, Szusza Ferenc Stadion           | Magyarország        | 4 – 0        | Málta               | vb-selejtező    | -            |              |
| 60.          | 2005. szeptember 7.  | Budapest, Puskás Ferenc Stadion           | Magyarország        | 0 – 1        | Svédország          | vb-selejtező    | -            |              |
| 61.          | 2005. október 8.     | Szófia, Vaszil Levszki Stadion            | Bulgária            | 2 – 0        | Magyarország        | vb-selejtező    | -            |              |
| 62.          | 2005. október 12.    | Budapest, Szusza Ferenc Stadion           | Magyarország        | 0 – 0        | Horvátország        | vb-selejtező    | -            |              |
| 63.          | 2005. november 16.   | Athén, Karaiszkákisz Stadion              | Görögország         | 2 – 1        | Magyarország        | barátságos      | -            |              |
| 64.          | 2006. május 24.      | Budapest, Szusza Ferenc Stadion           | Magyarország        | 2 – 0        | Új-Zéland           | barátságos      | -            |              |
| 65.          | 2006. május 30.      | Manchester, Old Trafford                  | Anglia              | 3 – 1        | Magyarország        | barátságos      | -            |              |
| 66.          | 2006. augusztus 16.  | Linz, UPC-Arena                           | Ausztria            | 1 – 2        | Magyarország        | barátságos      | -            | a szünetben  |
| 67.          | 2006. szeptember 2.  | Budapest, Szusza Ferenc Stadion           | Magyarország        | 1 – 4        | Norvégia            | Eb-selejtező    | -            |              |
| 68.          | 2006. szeptember 6.  | Zenica, Bilino Polje Stadion              | Bosznia-Hercegovina | 1 – 3        | Magyarország        | Eb-selejtező    | -            |              |
| 69.          | 2006. október 7.     | Budapest, Puskás Ferenc Stadion           | Magyarország        | 0 – 1        | Törökország         | Eb-selejtező    | -            |              |
| 70.          | 2006. október 11.    | Ta’ Qali, Nemzeti Stadion                 | Málta               | 2 – 1        | Magyarország        | Eb-selejtező    | -            |              |
| 71.          | 2009. november 14.   | Gent, Jules Ottenstadion                  | Belgium             | 3 – 0        | Magyarország        | barátságos      | -            | a szünetben  |
| 72.          | 2010. március 3.     | Győr, ETO Park                            | Magyarország        | 1 – 1        | Oroszország         | barátságos      | -            |              |
| 73.          | 2010. május 29.      | Budapest, Puskás Ferenc Stadion           | Magyarország        | 0 – 3        | Németország         | barátságos      | -            |              |
| 74.          | 2010. augusztus 11.  | London, Wembley Stadion                   | Anglia              | 2 – 1        | Magyarország        | barátságos      | -            |              |
| 75.          | 2010. szeptember 3.  | Stockholm, Råsunda Stadion                | Svédország          | 2 – 0        | Magyarország        | Eb-selejtező    | -            | 87'          |
| 76.          | 2010. szeptember 7.  | Budapest, Szusza Ferenc Stadion           | Magyarország        | 2 – 1        | Moldova             | Eb-selejtező    | -            |              |
| 77.          | 2010. október 8.     | Budapest, Puskás Ferenc Stadion           | Magyarország        | 8 – 0        | San Marino          | Eb-selejtező    | -            |              |
| 78.          | 2010. október 12.    | Helsinki, Olimpiai Stadion                | Finnország          | 1 – 2        | Magyarország        | Eb-selejtező    | -            |              |
| 79.          | 2011. február 9.     | Dubaj, al-Sabab Stadion (UAE)             | Azerbajdzsán        | 0 – 2        | Magyarország        | barátságos      | -            | a szünetben  |
| 80.          | 2011. március 25.    | Budapest, Puskás Ferenc Stadion           | Magyarország        | 0 – 4        | Hollandia           | Eb-selejtező    | -            |              |
| 81.          | 2011. június 7.      | Serravalle, Olimpiai Stadion              | San Marino          | 0 – 3        | Magyarország        | Eb-selejtező    | -            |              |
| 82.          | 2011. szeptember 2.  | Budapest, Puskás Ferenc Stadion           | Magyarország        | 2 – 1        | Svédország          | Eb-selejtező    | -            |              |
| 83.          | 2011. szeptember 6.  | Chișinău, Zimbru Stadion                  | Moldova             | 0 – 2        | Magyarország        | Eb-selejtező    | -            |              |
| 84.          | 2011. október 11.    | Budapest, Puskás Ferenc Stadion           | Magyarország        | 0 – 0        | Finnország          | Eb-selejtező    | -            |              |
| 85.          | 2011. november 11.   | Budapest, Puskás Ferenc Stadion           | Magyarország        | 5 – 0        | Liechtenstein       | barátságos      | -            | 81'          |
| 86.          | 2012. február 29.    | Győr, ETO Park                            | Magyarország        | 1 – 1        | Bulgária            | barátságos      | -            | 84'          |
| 87.          | 2012. november 14.   | Budapest, Puskás Ferenc Stadion           | Magyarország        | 0 – 2        | Norvégia            | barátságos      | -            |              |
| 88.          | 2013. március 22.    | Budapest, Puskás Ferenc Stadion           | Magyarország        | 2 – 2        | Románia             | vb-selejtező    | -            |              |
| 89.          | 2013. március 26.    | Isztambul, Şükrü Saracoğlu Stadion        | Törökország         | 1 – 1        | Magyarország        | vb-selejtező    | -            | 90+2'        |
| 90.          | 2013. október 15.    | Budapest, Puskás Ferenc Stadion           | Magyarország        | 2 – 0        | Andorra             | vb-selejtező    | -            |              |
| 91.          | 2014. október 11.    | Bukarest, Nemzeti Stadion                 | Románia             | 1 – 1        | Magyarország        | Eb-selejtező    | -            |              |
| 92.          | 2014. november 14.   | Budapest, Groupama Aréna                  | Magyarország        | 1 – 0        | Finnország          | Eb-selejtező    | -            |              |
| 93.          | 2015. március 29.    | Budapest, Groupama Aréna                  | Magyarország        | 0 – 0        | Görögország         | Eb-selejtező    | -            |              |
| 94.          | 2015. június 5.      | Debrecen, Nagyerdei stadion               | Magyarország        | 4 – 0        | Litvánia            | barátságos      | -            | a szünetben  |
| 95.          | 2015. június 13.     | Helsinki, Olimpiai Stadion                | Finnország          | 0 – 1        | Magyarország        | Eb-selejtező    | -            |              |
| 96.          | 2015. szeptember 4.  | Budapest, Groupama Aréna                  | Magyarország        | 0 – 0        | Románia             | Eb-selejtező    | -            |              |
| 97.          | 2015. szeptember 7.  | Belfast, Windsor Park                     | Észak-Írország      | 1 – 1        | Magyarország        | Eb-selejtező    | -            |              |
| 98.          | 2015. október 8.     | Budapest, Groupama Aréna                  | Magyarország        | 2 – 1        | Feröer              | Eb-selejtező    | -            |              |
| 99.          | 2015. október 11.    | Pireusz, Karaiszkákisz Stadion            | Görögország         | 4 – 3        | Magyarország        | Eb-selejtező    | -            |              |
| 100.         | 2015. november 12.   | Oslo, Ullevaal Stadion                    | Norvégia            | 0 – 1        | Magyarország        | Eb-selejtező    | -            |              |
| 101.         | 2015. november 15.   | Budapest, Groupama Aréna                  | Magyarország        | 2 – 1        | Norvégia            | Eb-selejtező    | -            |              |
| 102.         | 2016. május 20.      | Budapest, Groupama Aréna                  | Magyarország        | 0 – 0        | Elefántcsontpart    | barátságos      | -            | a szünetben  |
| 103.         | 2016. június 4.      | Gelsenkirchen, Veltins-Arena              | Németország         | 2 – 0        | Magyarország        | barátságos      | -            |              |
| 104.         | 2016. június 14.     | Bordeaux, Stade Bordeaux-Atlantique (FRA) | Ausztria            | 0 – 2        | Magyarország        | Eb-csoportkör   | -            |              |
| 105.         | 2016. június 18.     | Marseille, Stade Vélodrome (FRA)          | Izland              | 1 – 1        | Magyarország        | Eb-csoportkör   | -            |              |
| 106.         | 2016. június 22.     | Lyon, Stade des Lumières (FRA)            | Magyarország        | 3 – 3        | Portugália          | Eb-csoportkör   | -            |              |
| 107.         | 2016. június 26.     | Toulouse, Stadium de Toulouse (FRA)       | Magyarország        | 0 – 4        | Belgium             | Eb-nyolcaddöntő | -            |              |
| 108.         | 2016. november 15.   | Budapest, Groupama Aréna                  | Magyarország        | 0 – 2        | Svédország          | barátságos      | -            | 29'          |
|              | Összesen             |                                           |                     | 108          | mérkőzés            |                 | 0            | gól          |